# Esch-sur-Alzette
Esch-sur-Alzette (luxemburguès Esch-Uelzecht, alemany Esch-an-der-Alzig) és una comuna i vila a l'est de Luxemburg, que forma part del cantó d'Esch-sur-Alzette.

## Població
| Nacionalitat   | Població | %      |
| -------------- | -------- | ------ |
| Luxemburguesos | 15.062   | 55,49% |
| Forasters      | 12.084   | 44,51% |
| - Portuguesos  | 6.442    | 23,73% |
| - Francesos    | 1.236    | 4,55%  |
| - Italians     | 1.641    | 6,05%  |
| - Belgues      | 336      | 1,24%  |
| - Alemanys     | 251      | 0,92%  |
| - Iugoslaus    | 1.224    | 4,51%  |
| - Altres       | 954      | 3,51%  |

## Evolució demogràfica
| Any        | Població |
| ---------- | -------- |
| 15/02/2001 | 27.146   |
| 01/01/2002 | 27.244   |
| 01/01/2003 | 27.630   |
| 01/01/2004 | 27.891   |
| 01/01/2005 | 28.000   |

## Història
Esch-sur-Alzette és una ciutat cosmopolita, en el seu passat va ser part de l'Imperi Espanyol com a part de les 17 Províncies Unides. És un important centre industrial, antic bastió de la siderúrgia.

### Des de l'Edat Mitjana fins al segle XX
Va aparèixer per primer cop amb el nom d'Asch el 12 d'abril de 1128, en una butlla del papa Honori II. El 16 de maig de 1328, Jean l'Aveugle, futur Joan I de Luxemburg, li conferí l'estatut de "ciutat lliure". Va patir nombroses invasions i fou cremada. En 1677, les fortificacions de la ciutat van ser destruïdes per ordre de Lluís XIV de França i durant la Revolució francesa, la ciutat es va convertir en un simple poble. Esch va tornar de les cendres per a convertir-se, per decret del Gran duc el 12 d'octubre de 1841, en la capital del cantó d'Esch. El segle xix va ser un període difícil per al creixement industrial de la "Metròpoli del ferro". Fou a mitjans d'aquest segle que va començar l'explotació minera a Esch, tímidament, amb explosions a cel obert. Aquesta explotació minaire finalitzaria convertint-se en el bressol de la ciutat que coneixem avui.

### Des del segle XX fins a l'actualitat
El 29 de maig de 1906, el gran duc Guillem li va conferir per segona vegada el títol de ciutat. Durant la Primera Guerra Mundial, la ciutat es va convertir en la caserna general del príncep hereu d'Alemanya, el kronprinz Guillem de Prússia i es va transformar en un gegantesc hospital militar. Durant aquests anys, la producció en les fàbriques es va interrompre. L'11 de maig de 1940, davant a l'avanç de les tropes alemanyes, els habitants de la ciutat van fugir en direcció a França. Allí van ser acollits fins al 10 de setembre de 1944, amb la marxa de l'exèrcit d'ocupació.
Si les dues dècades que li van seguir la Segona Guerra Mundial van ser testimonis de la revolada de la ciutat, els anys 70 corresponen a la decadència progressiva, però ineluctable, de la siderúrgia. Una vegada més, la ciutat hagué de lluitar per la seva supervivència. És a l'obstinació i a la voluntat dels diferents governants polítics que es van succeir fins a aquest dia a qui es deu la renovació d'Esch-sur-Alzette. Un desafiament permanent, sense parar en l'agenda dels col·legis governamentals, i que veurà el seu apogeu amb la futura organització dels erms industrials.

## Esports
Esch es troba al sud del país, el cor tradicional de futbol a Luxemburg. Els dos principals clubs de futbol en el país són d'aquesta ciutat, el Cercle Sportif Fola Esch (fundat en 1906) i l'Association Sportive La Jeunesse d'Esch (1907). El Jeunesse és el club de Luxemburg amb més èxit, ha guanyat un total de vint-i-set títols de la Division Nationale (Primera Divisió de Luxemburg); combinat amb dotze victòries en la Copa luxemburguesa de futbol, i vuit Supercopes de Luxemburg. El Jeunesse juga a l'estadi de la Frontière, al sud de la ciutat.
El Fola va ser un equip molt important en la història primerenca del futbol a Luxemburg, guanyant cinc títols fins al 1930, però des de llavors han disminuït, actualment juga a la segona divisió de Luxemburg. L'estadi del Fola és l'estadi Émile Mayrisch, al sud-est d'Esch, que comparteix amb el club d'atletisme CA Fola Esch. Al Tour de França 2006, Esch-sur-Alzette va acollir el final de l'etapa 2 i l'inici de l'etapa 3.

## Agermanaments
- Bethnal Green
- Coïmbra
- Colònia
- Lieja
- Lilla
- Mödling
- Offenbach am Main
- Puteaux
- Rotterdam,
- Saint-Gilles
- Torí
- Velletri
- Zemun

## Personatges il·lustres
Categoria principal: Persones d'Esch-sur-Alzette
- Raoul Biltgen (1974), actor i dramaturg.
- Jean-Baptiste Brasseur (1802-1868), matemàtic.